# سلسفي عالي
السلسفي العالي (باللاتينية: Scorzonera elata) نوع نباتي ينتمي إلى جنس السلسفي من الفصيلة النجمية.

## الموئل والانتشار
موطنها المشرق العربي وتركيا.